# هالوتون
هالوتون (به انگلیسی: Halloughton) یک روستا و محله مدنی در بریتانیا است که در نیوارک و شروود واقع شده‌است.